# Тета2 Оріона
Тета2 Оріона (θ2 Ori, HD37041)  — хімічно пекулярна зоря спектрального класу B0, що має видиму зоряну величину в смузі V приблизно  5,1.
Вона  розташована на відстані близько 1896,3 світлових років від Сонця.

## Пекулярний хімічний вміст
Зоряна атмосфера HD37041 має підвищений вміст 
He
.

## Галерея

Три зорі θ2 Оріона в межах Туманності Оріона.